# 1880 في المملكة المتحدة
فيما يلي قوائم الأحداث التي وقعت خلال عام 1880 في المملكة المتحدة.

## سياسة

### تعيين في المنصب
- 21 أبريل – بينجامين دزرائيلي زعيم معارضة.
- 23 أبريل – وليم غلادستون رئيس وزراء المملكة المتحدة،مستشار الخزانة.

### انتهاء فترة المنصب
- 21 أبريل – بينجامين دزرائيلي رئيس وزراء المملكة المتحدة.

## رياضة
- 1 يناير – بطولة ويمبلدون 1880

## مواليد

### يناير
- 1 يناير – ألف سميث لاعب كرة قدم إنجليزي.
- 1 يناير – بيرتن ميلر لاعب كرة قدم إنجليزي.

### فبراير
- 24 فبراير – صمويل هور[1]

### مارس
- 17 مارس – هاري غرينديل ماثيوز[2]

### أبريل
- 17 أبريل – ليونارد وولي[3]

### مايو
- 10 مايو – جورج ريتشاردز لاعب كرة قدم إنجليزي.
- 14 مايو – بيرتي تشارلز فوربس صحفي أمريكي.[4]

### يونيو
- 16 يونيو – أليس بيلي[5]

### أغسطس
- 9 أغسطس – ميجر غرينوود[6]
- 12 أغسطس – رادكليف هول[7]
- 24 أغسطس – مايلز لامبسون دبلوماسي بريطاني.[8]

### سبتمبر
- 23 سبتمبر – جون بويد[9]

### نوفمبر
- 5 نوفمبر – بيرسي لورين دبلوماسي بريطاني.
- 25 نوفمبر – ليونارد وولف[10]

### ديسمبر
- 1 ديسمبر – توماس تايلور[11]
- 15 ديسمبر – جيم دريسكول[12]

## وفيات

### يناير
- 8 يناير – الإمبراطور نورتون (مواليد 1811)[13]

### مارس
- 13 مارس – توماس بيل (مواليد 1792)[14]

### أبريل
- 13 أبريل – روبرت فورتون (مواليد 1812) عالم نبات بريطاني.

### مايو
- 9 مايو – جورج براون (مواليد 1819)

### أغسطس
- 28 أغسطس – تشارلز توماس جاكسون (مواليد 1805)[15]

### أكتوبر
- 5 أكتوبر – ويليام لاسيل (مواليد 1799) عالم فلك بريطاني.[16]

### ديسمبر
- 22 ديسمبر – جورج إليوت (مواليد 1819)[17]